# Muziekvereniging Ons Genoegen Wognum
De Muziekvereniging Ons Genoegen Wognum is een fanfare en drumband uit Wognum die werd opgericht op 18 januari 1922, in samenwerking met Spanbroek. In de eerste decennia bestond "Ons Genoegen" alleen uit een fanfareorkest, maar in 1958 is de vereniging uitgebreid met een tamboerkorps oftewel een drumband.
"Ons Genoegen" is lid van de Muziekorganisatie Noord-Holland en Utrecht, die op haar beurt weer is aangesloten bij de Koninklijke Nederlandse Muziek Organisatie (KNMO), waar de fanfare vanaf 1973 in de 3e divisie speelt. De drumband is op 7 juni 1998 gepromoveerd naar de 1e divisie. Sinds 16 februari 2022 is Thomas Eveleens de dirigent.